# Charles Pedersen
Charles John Pedersen (* 3. Oktober 1904 in Busan, damaliges Korea, heutiges Südkorea; † 26. Oktober 1989 in Salem, New Jersey) war ein US-amerikanischer Chemiker bei DuPont.
Er erhielt 1987 gemeinsam mit Donald J. Cram und Jean-Marie Lehn den Nobelpreis für Chemie „für die Entwicklung und Verwendung von Molekülen mit strukturspezifischer Wechselwirkung von hoher Selektivität“.

## Leben
Sein Vater war ein norwegischer Marineingenieur, der in einer amerikanischen Goldmine in Korea arbeitete, seine Mutter Takino Yasui war aus Japan. Mit acht Jahren schickten ihn seine Eltern nach Nagasaki in ein Internat, zwei Jahre später wechselte er zu einem katholischen Internat in Yokohama.
Er studierte Chemie an der University of Dayton und am Massachusetts Institute of Technology, wo er seinen Master-Abschluss machte. Seine Professoren wollten, dass er promovierte, aber er wollte seinen Vater nicht länger finanziell belasten und entschied sich für eine Stelle bei DuPont. Dort blieb er 42 Jahre. 
Im Ruhestand widmete er sich dem Fischen, der Vogelbeobachtung, seinem Garten und schrieb Gedichte. 
Er starb 1989 nach langer schwerer Krankheit.

## Forschungsarbeiten
In den ersten Berufsjahren bei DuPont ab 1927 entwickelte er unter anderem eine verbesserte Herstellungsmethode für den damals als Klopfverhinderer verwendeten Treibstoffzusatz Bleitetraethyl. Unter den 65 ihm erteilten Patenten finden sich mehrere über Treibstoffzusätze. 
1959 wechselte er in ein anderes DuPont Forschungslabor. Dort untersuchte er die katalytische Wirkung von Schwermetallverbindungen mit organischen Liganden. Er erforschte systematisch die Komplexverbindungen des Vanadiums. Dabei stieß er 1960 auf auffällige Kristalle im schlammigen Rückstand eines Versuchs. Er untersuchte sie genauer, wobei er die bisher unbekannte Verbindungsklasse der Kronenether entdeckte. Genauer gesagt handelte es sich um die Verbindung 2,3,11,12-dibenzo-1,4,7,10,13,16-hexaoxacyclooctadeca-2,11-diene, der er den leichter zu merkenden Namen dibenzo-18-crown-6 gab. Über mehrere Jahre untersuchte er die neue Verbindungsklasse eingehend.
1967 reichte er die Summe seiner Entdeckungen zur Veröffentlichung ein. Ganz gegen die akademische Gepflogenheit hatte er alle Arbeitsergebnisse aus mehreren Jahren als 20 Seiten langen Artikel gesammelt veröffentlicht, wogegen andere ein Dutzend Veröffentlichungen aus dem gleichen Material eingereicht hätten. Der Artikel fand sofort weite Anerkennung. 
Pedersen, der nur ungern Veröffentlichungen verfasste, schrieb nur noch einige kleinere Nachfolgeartikel und ging zwei Jahre später in den Ruhestand. Die Erforschung der Kronenether wurde von verschiedenen Arbeitsgruppen weltweit fortgesetzt und ausgebaut. 
Die Nachricht über die Verleihung des Nobelpreises erhielt Pedersen im Oktober 1987.

## Schriften
- Macrocyclic Polyethers for Complexing Metals J. Am. Chem. Soc. 89, 7017 (1967)